# 山田幹也
山田 幹也（やまだ みきや、1992年〈平成4年〉11月17日 - ）は、日本の元サッカー選手。ポジションはDF。

## 略歴・人物
ガンバ大阪の下部組織出身。大阪府立貝塚南高等学校卒業、関西大学に進学した。
2015年（平成27年）にアルビレックス新潟シンガポールに加入した。契約更新し、翌年も在籍した
2017年にサーファーズ・パラダイス・アポロSCに移籍。
2019年（令和元年）にFC淡路島に加入。同年限りで現役を引退した。